# 马里奥卡尔诺克
马里奥卡尔诺克，是匈牙利杰尔-莫雄-肖普朗州所辖的一个村。总面积15.48平方公里，总人口1685，人口密度108.9人/平方公里（2011年1月1日）。